# Immaturi
Immaturi è un film del 2011 diretto da Paolo Genovese.
Ha avuto un sequel nel 2012, intitolato Immaturi - Il viaggio e una trasposizione televisiva nel 2018, Immaturi - La serie.

## Trama
Un giorno come gli altri, ai 26 ex studenti classe 1972 della sezione E del liceo Giulio Cesare di Corso Trieste, Roma, arriva una lettera dal Ministero della pubblica istruzione, che li informa dell'annullamento del loro diploma, conseguito 20 anni prima, per via della non validità del titolo di studi di un membro della commissione dell'esame di maturità. I 26 si ritrovano, quindi, costretti a ripetere gli esami, per evitare di perdere non solo il diploma, ma anche eventuali titoli di studio conseguiti successivamente.
Tra questi 26 ex-studenti ci sono Giorgio Romanini, neuropsichiatra infantile, Piero Galeazzi, conduttore radiofonico presso RTL 102.5 (con il programma Vorrei tornare), Lorenzo Coppetti, agente immobiliare, Luisa Maimone, manager di un'azienda alimentare e Francesca Di Modugno, chef di un ristorante romano. I cinque, grandi amici ai tempi del liceo, decidono quindi di ritrovarsi per poter prepararsi assieme in vista degli esami.
I rapporti tra gli ex compagni si dimostrano subito particolarmente solidi, ma presto i protagonisti vengono a conoscenza dei cambiamenti nelle vite dei compagni che non vedevano da un ventennio: Giorgio si è fidanzato, Piero ha una relazione con una donna di nome Cinzia, con la quale finge di avere una moglie e di avere un figlio per poter mantenere una relazione senza impegno, Lorenzo vive ancora con i suoi genitori, Luisa si è sposata e divorziata ed ha avuto una figlia di nome Penelope mentre Francesca è affetta da ipersessualità e frequenta un centro di riabilitazione. Fa presto la sua comparsa anche Virgilio, anch'egli ex-componente della 3E, sposato ma con un'amante e odiato da Giorgio per dei motivi non subito rivelati.
Le vite dei protagonisti vengono "sconvolte" da alcuni avvenimenti: la fidanzata di Giorgio, Marta, rimane incinta ed il rapporto fra i due comincia a deteriorarsi per lo shock di Giorgio, il quale invece non desiderava un figlio; Piero comincia a perdere la fiducia di Cinzia, che desidera più tempo da poter passare con il suo partner, che continua a fingere di avere moglie e figlio; Francesca, in cura per la sua ipersessualità, si infatua del collega Ivano ma teme che non si tratti di una vera e propria attrazione sentimentale. In tutto ciò, Luisa e Lorenzo cominciano ad avvicinarsi sentimentalmente: Luisa svela a Lorenzo di essere stata innamorata di lui ai tempi del liceo, mentre Lorenzo, vergognandosi di vivere ancora nella casa dei suoi genitori e temendo di rovinare il rapporto con l'amica, si vede costretto a rifiutare le avance di costei.
I sei protagonisti, negli ultimi giorni prima degli esami, decidono di andare a trascorrere il tempo restante a Sabaudia, nella casa al mare di Piero, dove ripercorrono insieme i tempi passati del liceo. Conosciuta in chat una ragazza dal nickname Crudeli@92, Piero convince i suoi amici a trascorrere una serata in discoteca. Durante la serata, nella quale Piero avrebbe dovuto incontrare la ragazza della chat, Francesca si ubriaca e Virgilio le presta aiuto in bagno, ma viene colpito con un pugno da Giorgio in quanto quest'ultimo crede che Virgilio stia approfittando di lei; Luisa e Lorenzo sfiorano a più riprese il tanto atteso bacio, con la donna che scopre, dal libro di filosofia dell'amico, della cotta che anche egli aveva per lei ai tempi del liceo; Piero, infine, si accorge che la ragazza della chat ha avuto un collasso dovuto all'assunzione di stupefacenti, così la porta, accompagnato da Giorgio, in ospedale, dove non le rivela la sua identità.
Ritornati nella dimora a Sabaudia, appare a sorpresa Eleonora, altra loro ex compagna da tempo trasferitasi a Milano che, come racconta agli altri, ai tempi del liceo era fidanzata con Giorgio ma egli l'aveva lasciata sparendo nel nulla dopo aver scoperto del tradimento con Virgilio. Parlando, tuttavia, Giorgio scopre che Virgilio aveva raccontato una bugia, dal momento che Eleonora nega di aver dato anche un solo bacio a Virgilio, tutto ciò nell'inconsapevolezza della versione di Virgilio, dato che quella sera era ubriaco. Eleonora, Giorgio e Virgilio chiariscono così dopo vent'anni e Giorgio torna da Marta dimostrandosi pronto ad accogliere un figlio e promettendo di essere un buon padre.
Iniziati gli esami, i protagonisti dimostrano di avere numerosi problemi con le prove d'esame e finiscono per essere tutti promossi con un 60, il minimo dei voti, credendo si trattasse della massima valutazione; infatti fino all'anno scolastico 1997-1998 il voto finale degli esami maturità era espresso in sessantesimi.
Giorgio e Marta, quindi, si apprestano ad iniziare una nuova fase della loro vita; Francesca, superati i cento giorni di astinenza dal sesso, cede alle avance di Ivano e inizia la sua prima vera storia d'amore; Lorenzo e Luisa si fidanzano e decidono di andare a convivere, portando con loro anche Penelope; Piero finge di divorziare dalla moglie per poter stare con Cinzia, non rinunciando, però, al fantomatico figlio; Virgilio, infine, proprio attraverso la trasmissione di Piero, rivela di essersi pentito delle sue bugie e viene implicitamente perdonato da tutti.

## Personaggi

### Personaggi principali
- Giorgio (Raoul Bova) è un neuropsichiatra infantile, convive con la fidanzata Marta, con la quale sembra avere una storia felice e priva di contrasti. Le certezze di Giorgio sul suo rapporto sentimentale sono messe in crisi dall'inaspettata gravidanza di Marta, per cui non si sente pronto a diventare padre. Alla fine, però, capisce che deve smettere di avere paura, poiché ama Marta ed è con lei che vuole stare, superando insieme il momento di crisi.
- Lorenzo (Ricky Memphis), di professione agente immobiliare, è il classico "bamboccione" che vive ancora con i genitori e non ha alcuna intenzione di costruirsi una propria famiglia e abbandonare la casa materna. L'incontro con Luisa a vent'anni di distanza, con un divorzio alle spalle e una figlia a carico, riesce a fargli definitivamente cambiare idea, con somma gioia del padre che non vedeva l'ora che il figlio si separasse dai genitori.
- Francesca (Ambra Angiolini) è un'abile cuoca di un ristorante romano, corteggiata segretamente da Ivano, figlio del suo titolare. Francesca pratica periodicamente delle sedute per curare la sua dipendenza dal sesso, che le impedisce di accettare serenamente la corte di Ivano, non capendo se la sua sia solo una pulsione oppure una vera e propria attrazione. Riuscirà a resistere e superare i 100 giorni previsti dalla "cura" e alla fine si abbandonerà tra le braccia di Ivano.
- Luisa (Barbora Bobuľová), manager di un'azienda alimentare, vive sola con la figlia Penelope, avuta dal precedente matrimonio. Si sente talvolta inadeguata nel doppio ruolo genitoriale. Innamorata sin dai tempi del liceo di Lorenzo, a sua volta attratto da lei, approfitta della vicinanza dovuta agli studi per il sostenimento dell'esame di maturità per riprendere quanto lasciato in sospeso circa vent'anni prima e costruirsi una nuova famiglia.
- Piero (Luca Bizzarri) è un conduttore radiofonico di RTL 102.5, fidanzato con Cinzia, alla quale inventa di essere sposato e di avere un figlio per evitare complicazioni, promettendole che al più presto lascerà la sua famiglia per stare definitivamente con lei. Piero non ha ancora accettato appieno l'idea del tempo che passa, per questo non resiste alla tentazione di incontrare in discoteca una giovane ragazza conosciuta in una chat per studenti, ritrovandosi successivamente a salvarle la vita in seguito a un malore causato da un eccesso di droghe e alcool. Parlando con lei in ospedale, capisce che è il momento di crescere e dice a Cinzia di aver lasciato la moglie e di volersi impegnare con lei seriamente.
- Virgilio (Paolo Kessisoglu), pur essendo sposato, è il classico donnaiolo che, ai tempi del liceo, aveva fatto credere a tutti di avere avuto una storia di sesso con Eleonora, all'epoca fidanzata di Giorgio. Quest'ultimo aveva lasciato Eleonora senza spiegazioni a causa del presunto tradimento, ma una volta venuta a galla la verità, i due riusciranno a chiarirsi.

### Personaggi secondari
- Eleonora (Anita Caprioli), ex fidanzata di Giorgio ai tempi del liceo, si è trasferita da tempo a Milano. Al suo arrivo a Roma, si scopre che la donna non ha mai tradito Giorgio con Virgilio, il quale anzi aveva raccontato una bugia inscenando il tradimento.
- Marta (Luisa Ranieri), fidanzata di Giorgio. Rimasta incinta dal suo fidanzato, comincia ad allontanarsi per la titubanza di Giorgio nell'accettare la sua gravidanza. Si riconcilierà con il fidanzato dopo aver capito che costui era pronto a diventare padre.
- Penelope (Aurora Giovinazzo) è la figlia di Luisa e ha nove anni. Non si conosce l'identità del padre. È una ragazza molto sveglia, sempre pronta ad aiutare Luisa, anche con lo studio.
- Cinzia (Giulia Michelini) è la fidanzata di Piero. Crede che il partner sia sposato e che abbia anche un figlio, ragioni che lo tengono lontano da lei. Dopo aver rotto con Piero, vista la sua non volontà nel voler divorziare (quando in realtà non esisteva alcuna moglie), i due ritornano insieme, quando Piero le rivela di aver deciso di separarsi dalla finta coniuge.
- Luigi Coppetti (Maurizio Mattioli), padre di Lorenzo e marito di Iole. Vuole costantemente che il figlio diventi indipendente ed autonomo, e spinge affinché egli coltivi il suo rapporto con Luisa.
- Iole Coppetti (Giovanna Ralli), madre di Lorenzo e moglie di Luigi. È il ritratto della mamma casalinga, impegnata con la cucina e molto legata al figlio, al punto da viziarlo continuamente contro il volere del marito Luigi. Non accetta di buon grado la relazione tra Lorenzo e Luisa, ma finisce per sostenere l'amore che li lega.
- Ivano (Alessandro Tiberi) è un collega di Francesca presso il ristorante del suo stesso padre. È sentimentalmente attratto da Francesca, ma viene rifiutato da quest'ultima perché crede sia solo un'attrazione sessuale. Alla fine, il ragazzo viene corrisposto e inizia una relazione con la donna.
- Crudeli@92 (Nadir Caselli) è una ragazza conosciuta da Piero tramite una chat. Ad una festa, assume sostanze stupefacenti che la fanno svenire. Accompagnata in ospedale da Giorgio e Piero, quest'ultima rivela la propria identità e dimostra di essere molto legata a lui.

## Produzione

### Riprese
Le riprese del film sono iniziate il 22 marzo 2010 a Roma e sono proseguite per otto settimane.

## Accoglienza
La pellicola ha incassato 11.351.664 euro, in sole tre settimane di programmazione.

## Promozione
Il primo trailer del film è apparso su YouTube il 15 luglio 2010.

## Colonna sonora
La colonna sonora del film è curata da Andrea Guerra che ha scritto i brani originali.
Alla colonna sonora del film prende parte il cantante romano Alex Britti con il brano Immaturi del 2011.
L'attore Paolo Kessisoglu contribuisce con una personale rielaborazione di Born to Be Alive, successo del 1978 di Patrick Hernandez.
Durante la permanenza a Sabaudia, i ragazzi trovano dei vecchi dischi in vinile e decidono di ascoltarne qualcuno; tra di essi ci sono anche sigle di cartoni animati degli anni 80, così Giorgio, Piero e Virgilio improvvisano un balletto sulle note della sigla di UFO Robot Goldrake (UFO Robot - Antonella Asoli).
Nel film sono presenti, inoltre, i brani:
- Rome Wasn't Built in a Day - Morcheeba
- Lovely Day - Donavon Frankenreiter
- Bubbly - Colbie Caillat
- Beautiful Girl - INXS
- Last Night a Dj Saved My Life - Loredana Maiuri
- Break The Wall - Sandy Chambers e Dhany
- Hold Strong - Bruno Antonio Pierotti

## Distribuzione
Il film è stato distribuito nelle sale cinematografiche a partire dal 21 gennaio 2011, da Medusa Film. Gli incassi totali hanno raggiunto 15139591 €, collocando la pellicola al terzo posto in classifica dopo Che bella giornata e Qualunquemente.

## Riconoscimenti
- 2011 - David di Donatello
  - Nomination Miglior regista a Paolo Genovese
  - Nomination Migliore sceneggiatura a Paolo Genovese
  - Nomination Migliore canzone originale (Immaturi) a Alex Britti.
- 2011 - Nastro d'argento
  - Nomination Miglior commedia a Paolo Genovese
  - Nomination Miglior soggetto a Paolo Genovese
  - Nomination Migliore attore non protagonista a Ricky Memphis e Maurizio Mattioli
  - Nomination Migliore canzone originale (Immaturi) a Alex Britti.[2]

## Sequel
Nel marzo 2011 Paolo Genovese ha annunciato la lavorazione della sceneggiatura di un sequel, Immaturi - Il viaggio, le cui riprese sarebbero iniziate ad agosto dello stesso. Nella pellicola è presente quasi tutto il cast del primo film e alcune new entry. I protagonisti si spostano in Grecia, nella quale è ambientato il viaggio di fine scuola che avrebbero dovuto fare vent'anni prima.
Le riprese sono iniziate il 22 agosto e il 14 dicembre sono stati diffusi in rete la locandina e il trailer. Il film è uscito il 4 gennaio 2012.

## Curiosità
Nel 2023, in un liceo scientifico di Spadafora si è verificato un fatto simile a quello descritto del film: a causa del ricorso presentato da parte di un'alunna per irregolarità nel processo d'esame e accolto dal TAR nel mese di settembre, un'intera classe di undici studenti è stata obbligata a ripetere la prova orale due mesi dopo. Alcune testate giornalistiche, nel riportare la notizia, hanno fatto esplicito riferimento alla pellicola di Genovese.